# Carvalho Mota
Antônio Frederico de Carvalho Mota (Granja, 23 de março de 1856 — Rio de Janeiro, 2 de fevereiro de 1927), foi um militar e político brasileiro. Foi governador do Ceará, de 24 de janeiro a 12 de julho de 1912.

## Biografia
Era filho do Coronel Francisco de Carvalho Mota. Seu pai foi agente do correio de Sobral, quando da implantação do serviço postal no Ceará.
Foi comerciante, estabelecendo-se com a firma Carvalho Mota & Irmão, com sede na cidade de Granja. Foi nomeado tenente-coronel comandante do Batalhão de Infantaria da Guarda Nacional da cidade. Transferindo-se para Fortaleza, foi diretor do Banco do Ceará e posteriormente seu presidente. Associou-se ainda, a várias empresas lucrativas.
Em 1908 foi eleito vice-presidente do Estado do Ceará, ao lado de Nogueira Acioly. Quando Acioly foi deposto em 24 de janeiro de 1912, assumiu o governo até o dia 12 de julho de 1912, quando passou o governo para o então presidente da Assembleia Legislativa, Belisário Cícero Alexandrino. Mudou-se para o Rio de Janeiro, onde morreu atropelado por um automóvel, em Botafogo.

## Solar Carvalho Mota
O Solar Carvalho Mota, construído em 1907, serviu como de residência ao Vice-Presidente do Estado, coronel Antônio Frederico de Carvalho Mota. Dois anos mais tarde, a Inspetoria de Obras Contra as Secas se instalou no local. Atualmente, a casa abriga o Museu das Secas que abriga fotografias, plantas de açudes e equipamentos sobre a seca no Nordeste. Está localizado na esquina das ruas General Sampaio e Pedro Pereira, no centro de Fortaleza.

## Homenagens
- Uma rua em Fortaleza foi nomeada em homenagem ao governador,[16]
- Em 2010 o escritor José Xavier Filho lançou o livro “Carvalho Motta – Capitalista e Governador”,[17]